# Dendropanax morbiferus
Dendropanax morbiferus là một loài thực vật có hoa trong Họ Cuồng cuồng. Loài này được H.Lév. mô tả khoa học đầu tiên năm 1910.